# Малотаранівка (зупинний пункт)
Малотара́нівка — пасажирська зупинна платформа Лиманської дирекції Донецької залізниці.
Розташована в смт. Малотаранівка, Краматорський район, Донецької області. Платформа розташована на лінії Слов'янськ — Горлівка між станціями Дружківка (5 км) та Краматорськ (6 км).
На платформі зупиняються приміські поїзди.